# Exochus albicinctus
Exochus albicinctus är en stekelart som beskrevs av Holmgren 1873. Exochus albicinctus ingår i släktet Exochus och familjen brokparasitsteklar. Arten är reproducerande i Sverige. Utöver nominatformen finns också underarten E. a. mediterraneus.